# Walkie-talkie

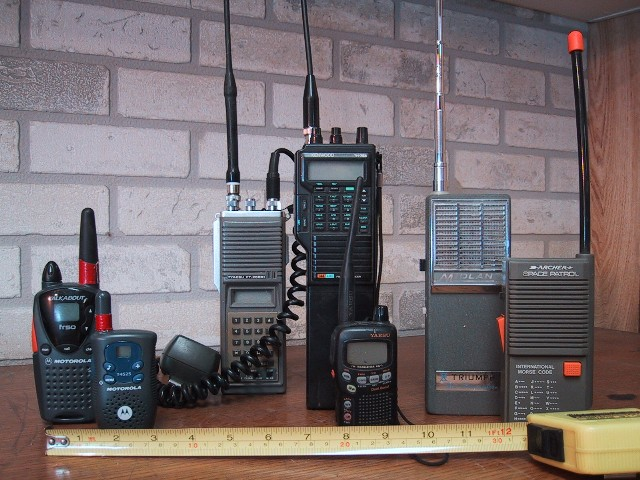
Vari tipi di walkie-talkie

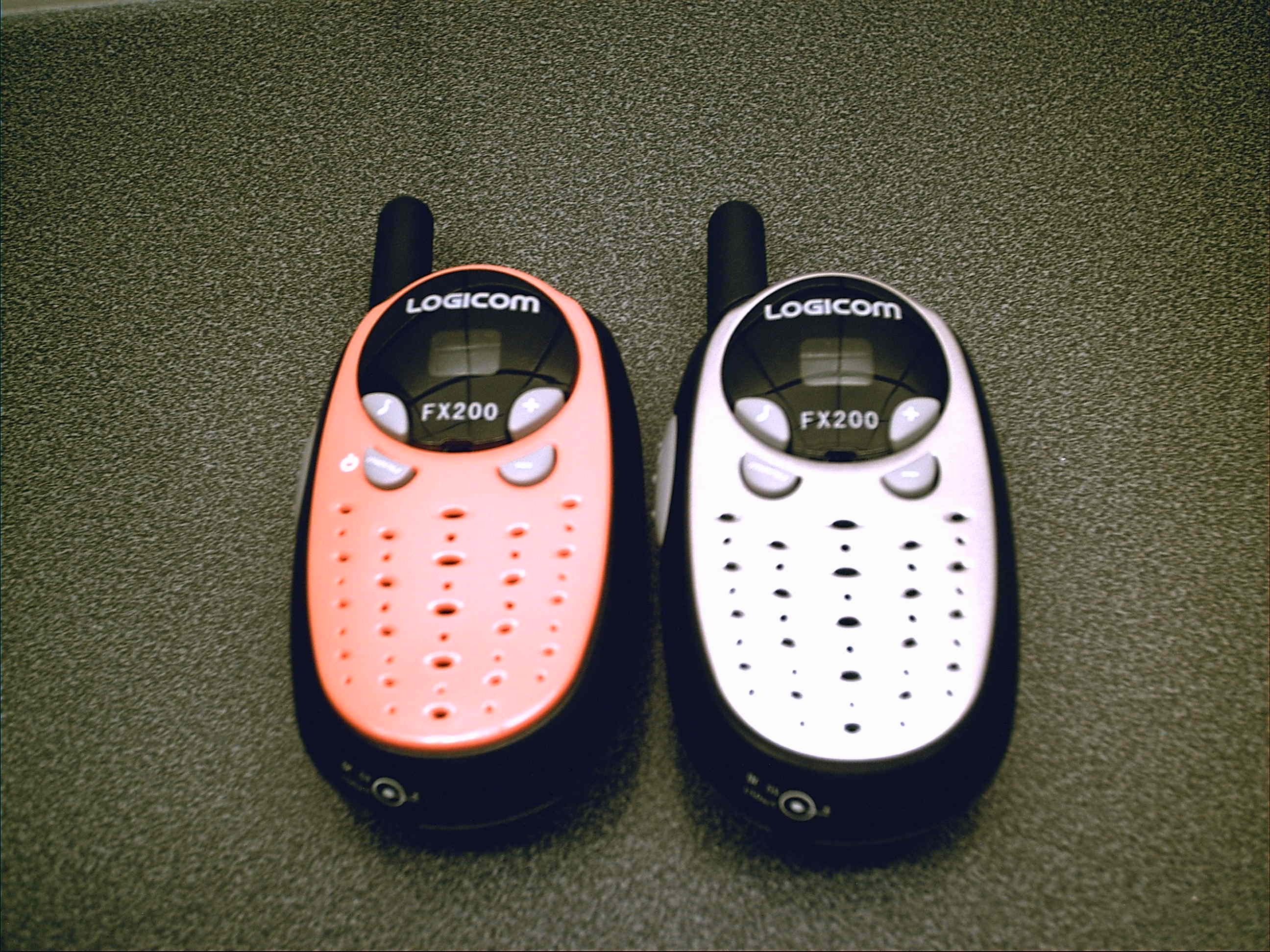
Walkie-talkie tipo PMR446

Un walkie-talkie o handheld transceiver (HT), in italiano ricetrasmettitore palmare, è una radio ricetrasmittente bidirezionale portatile che può essere tenuta in mano, adibita alla comunicazione con altri terminali.

## Storia

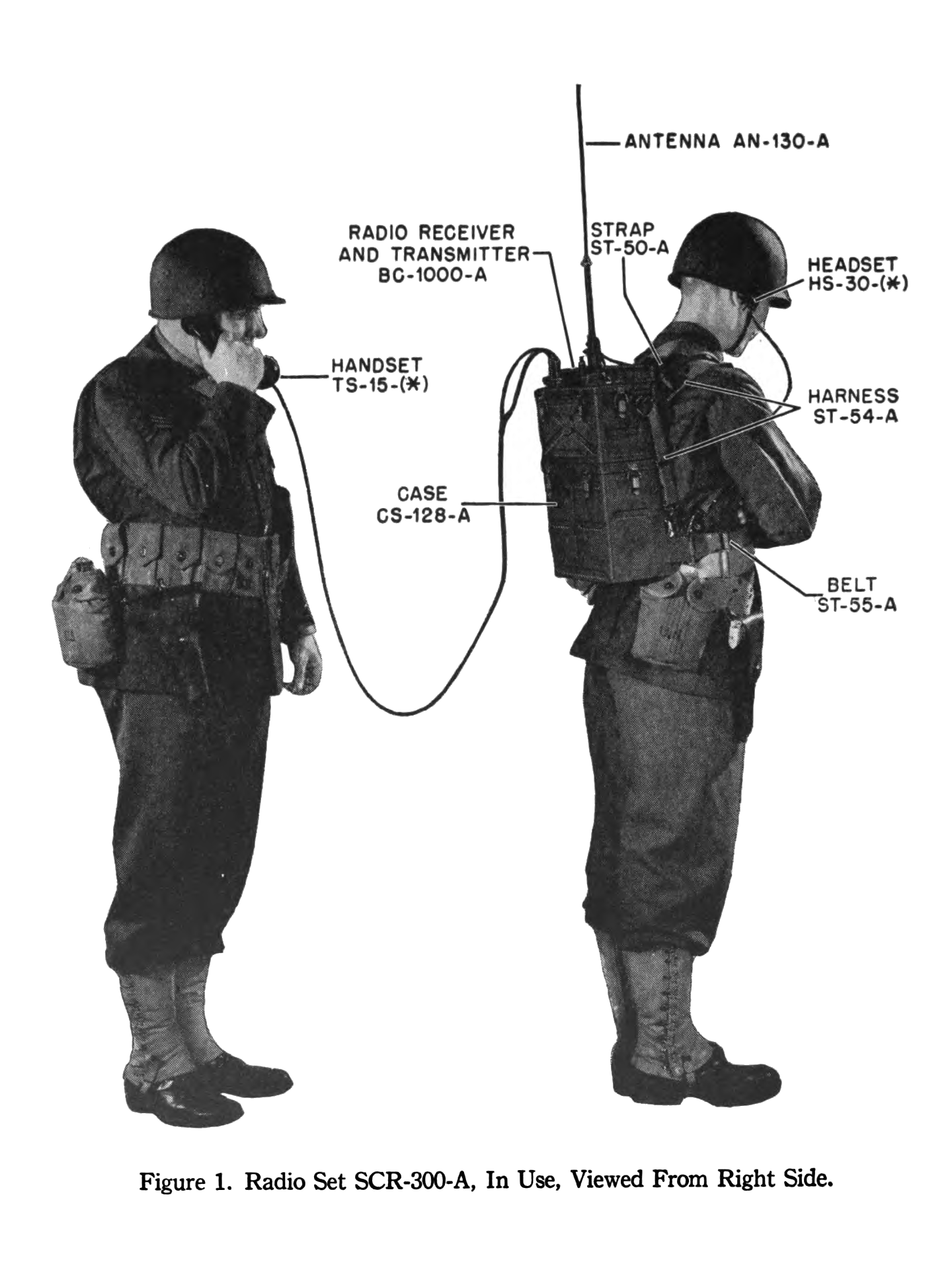
SCR-300- Un "walkie talkie"

La prima radio ricetrasmittente chiamata "Walkie-Talkie" fu la backpacked Motorola SCR-300, creata da un gruppo di progettisti nel 1940 alla Galvin Manufacturing Company (precursore della Motorola). Il team di progettisti era costituito da Daniel E. Noble, che sviluppò il design in modulazione di frequenza, Henryk Magnuski che fu l'ingegnere capo della radiofrequenza, Marion Bond, Lloyd Morris, e Bill Vogel.

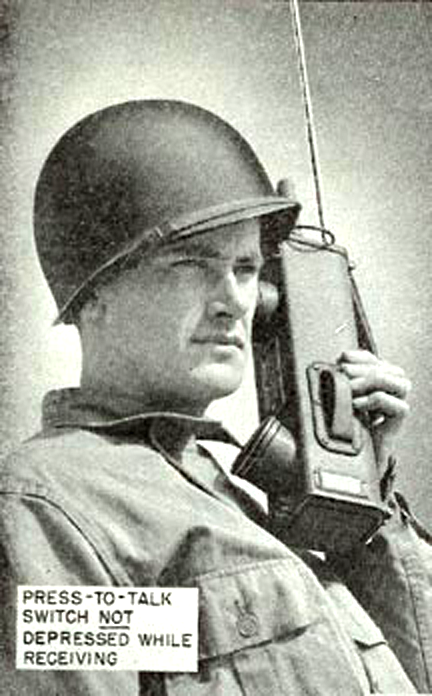
SCR-536 "handie talkie".

Motorola produsse anche la “hand-held” a modulazione di ampiezza AM SCR-536 durante la seconda guerra mondiale, e fu chiamata "Handie-Talkie" (HT). Il termine è spesso confuso odiernamente, ma l'originale “walkie talkie” si riferiva al modello portato sulla schiena, mentre “handie talkie” fu il dispositivo portatile che stava in una mano (ma con performance ridotte). Entrambi i dispositivi erano con valvole termoioniche e con batteria a secco ad alto voltaggio. Handie-Talkie divenne un marchio della Motorola, Inc. il 22 maggio 1951. Il brevetto fu registrato al U.S. Patent and Trademark Office, e il numero di registrazione è 71560123.
L'ingegnere e sviluppatore Alfred J. Gross della Joan-Eleanor system che lavorò anch'egli alla tecnologia che stava dietro il walkie-talkie, tra il 1934 e il 1941, è talvolta accreditato come l'inventore di tali sistemi.

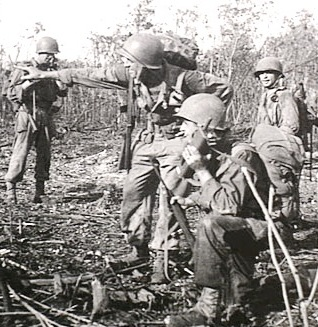
Noemfoor, Nuova Guinea olandese, luglio 1944. Un soldato USA usa un walkie-talkie durante la battaglia di Noemfoor. (Photographer: Allan F. Anderson.)

Anche il canadese Donald Hings è considerato l'inventore di sistemi radio portatili ad uso professionale nel 1937, che chiamò "packset" e che diventò conosciuto come "walkie talkie". Hings fu decorato per il contributo significativo in guerra. Il modello di Hings C-58 "Handy-Talkie" fu in servizio militare dal 1942, e come testimoniano documenti coperti da segreto risalenti al 1940. Dopo la fine della guerra, la Raytheon sviluppò il sostituto militare della SCR-536, la AN/PRC-6. La AN/PRC-6 usava 13 tubi termoionici (ricevitore e trasmettitore); un set di altri 13 tubi era fornito come parti di ricambio. La radio era tarata in fabbrica ad una determinata frequenza con un cristallo specifico; si poteva cambiare frequenza cambiando cristallo e risintonizzando l'unità. Era fornita di un'antenna da 24 pollici. Esisteva una cornetta opzionale, H-33C/PT, che poteva essere connessa alla AN/PRC-6 con un cavo di lungo 5 piedi.
A metà degli anni '70 il corpo dei Marines promosse lo sviluppo di un sistema che rimpiazzasse l'AN/PRR-9 montato su elmetto e la ricetrasmittente palmare AN/PRT-4 (sviluppati dall'esercito). La radio AN/PRC-68 fu la prima prodotta nel 1976 dalla Magnavox, adottata dai Marines negli anni '80 e successivamente anche da US Army. L'abbreviazione HT, derivata da "Handie Talkie" della Motorola, è usata comunemente per indicare le radio portatili amatoriali. "walkie-talkie" è spesso usato per indicare giocattoli. Il surplus della Motorola tipo Handie Talkie trovarono impiego presso gruppi di amatori o gruppi di protezione civile negli anni '50 e '60, o impiegati dalla Civil Defense. Per evitare abusi nell'utilizzo del nome registrato dalla Motorola, altri costruttori utilizzano "Handheld Transceiver" o "Handie Transceiver".

## Descrizione
Le caratteristiche tipiche consistono nell'avere un canale di comunicazione half duplex e punto-multipunto: una sola radio può trasmettere in un dato momento, ma più radio possono sentire il messaggio. La trasmissione inizia premendo il pulsante push-to-talk, spesso abbreviato con l'acronimo PTT (modalità half-duplex). I sistemi più evoluti hanno la capacità di selezionare una banda di trasmissione (canale) all'interno di una gamma di valori possibili.
Un walkie talkie assomiglia vagamente ad un telefono, di solito è più grande di un telefono cellulare, con un'antenna che spunta dall'alto.
Mentre un telefono ha un altoparlante che può essere sentito solo da una persona, l'altoparlante di un walkie-talkie ha un volume più alto e può essere sentito da più persone nelle vicinanze.
I palmari possono essere utilizzati per comunicare fra di loro, con stazioni fisse o montate su mezzi di trasporto.

## Utilizzi

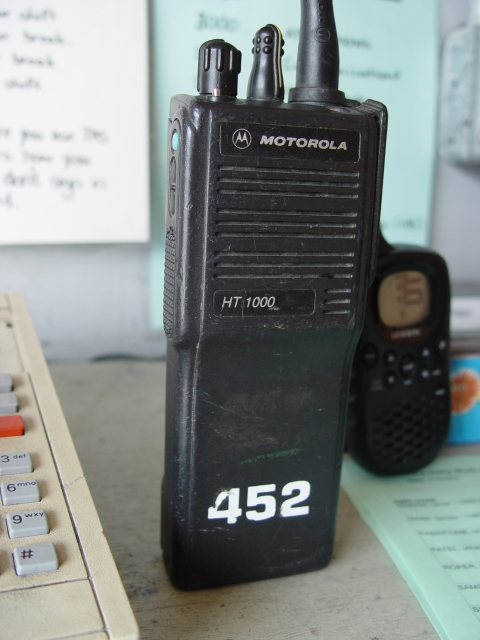
Motorola HT1000 two-way radio

Walkie-talkie sono usati in ogni ambito ove è necessaria una comunicabilità portatile. Molti paesi permettono la vendita di walkie-talkie per business, comunicazioni marittime e alcuni usi personali limitati come radio CB, come radioamatori. Presentano dimensioni ridotte grazie alla miniaturizzazione dell'elettronica.
Possono avere funzioni come squelch ovvero CTCSS (squelch analogico) e Digital-Coded Squelch (squelch digitale) commercializzato come "privacy codes", o funzioni di scrambling e trunking. Alcuni dispositivi includono tastiere DTMF per operazioni in remoto su dispositivi come repeater. Altri includono funzioni come VOX e possibilità di uso a mani libere, con microfoni e altoparlanti esterni. Tipi commerciali e professionali differiscono per le caratteristiche di robustezza e dimensioni, oltre che per frequenze assegnate.

### Militare
Sistemi moderni come il AN/PRC-148 "Multiband Inter/Intra Team Radio" (MBITR) possono comunicare su bande di frequenza diverse e con modulazioni diverse e con possibilità di criptazione.

### Radioamatoriale
Walkie-talkies (HT o "handheld transceivers") sono usati in ambito amatoriale. In particolare marchi come Yaesu, Icom e Kenwood costruiscono modelli specifici a tale scopo. Tali dispositivi hanno caratteristiche specifiche tipo:
- Wide-band receivers, con radio scanner.
- Multiple bands; oltre alle lunghezze d'onda tipiche come 2 m o 70 cm, supportano anche diversi canali UHF e VHF.
- Possibilità di utilizzare frequenze non "canalizzate".
- Modulazioni multiple: tipo FM, AM, SSB e CW[4][5] e digitali come radioteletype o PSK31. Alcune possono avere Terminal Node Controller (TNC).
- Digital Smart Technology for Amateur Radio o D-STAR. Ovvero narrow bandwidth, voce e messaggistica simultanea, GPS e altro.

### Personale
Walkie-talkie ad uso personale privato si sono diffusi negli Stati Uniti con il servizio Family Radio Service (FRS) e similari senza licenza come l'europeo PMR 446, utilizzabile in Italia previa presentazione di una dichiarazione di inizio attività e il pagamento di un contributo annuale presso l'ispettorato territoriale del Ministero dello sviluppo economico, e l'australiano UHF CB. Il servizio FRS è utilizzato in apparecchi ludici che però svolgono anche molto bene funzioni professionali, data la loro sezione ricevente supereterodina. La liberalizzazione di alcune bande di frequenza ha portato a problemi di interferenza come accade tra FRS e GMRS negli Stati Uniti, con il risultato di un utilizzo pirata delle frequenze GMRS. Il Canada ha dovuto riallocare frequenze per non ingenerare interferenze con utilizzatori GMRS statunitensi. Il PMR446 cade nel mezzo della banda UHF amatoriale americana e i canali FRS americani interferiscono con servizi di sicurezza britannici. Regolamenti restrittivi richiedono antenne non removibili e ricetrasmittenti non modificabili; fa eccezione il Multi-Use Radio Service (MURS) statunitense.

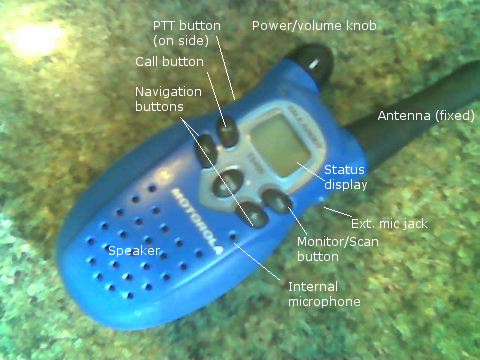
Motorola tipo FRS con parti etichettate

Radio commerciali sono spesso progettate per funzionare in banda GMRS o MURS. Anche walkie-talkie CB sono disponibili, ma meno diffusi per la loro banda a 27 MHz. Le two-way radio sono spesso combinate con altri dispositivi. La serie Rino della Garmin combina un GPS con un FRS/GMRS walkie-talkie. Alcuni dispositivi permettono la ricezione di trasmissioni in AM/FM e segnali NOAA Weather Radio. La potenza di uscita nei dispositivi commerciali viene spesso tralasciata e viene riportata la distanza massima di utilizzo. La maggior parte dei dispositivi opera nella banda 27 MHz e 400-500 MHz UHF. Alcuni dispositivi operano a 49 MHz e 900 MHz; senza licenza finché operano secondo la FCC power output rules. La TriSquare ha presentato nel luglio 2007 una serie di walkie-talkie basati sulla tecnologia Frequency-hopping spread spectrum chiamando il servizio eXRS. Il sistema permette di avere virtualmente fino a 10 miliardi di canali, permettendo comunicazioni private tra due o più unità.

### Ricreativo
Versioni a bassa potenza per usi ludici sono funzionanti nella banda CB (FCC rules Part 95), con 100 mW in modulazione di ampiezza. Esistono anche in banda 49 MHz, alcuni in modulazione di frequenza, e talvolta usano un ricevitore a circuito rigenerativo. In taluni casi l'altoparlante svolge funzioni di microfono.

### Specialistico

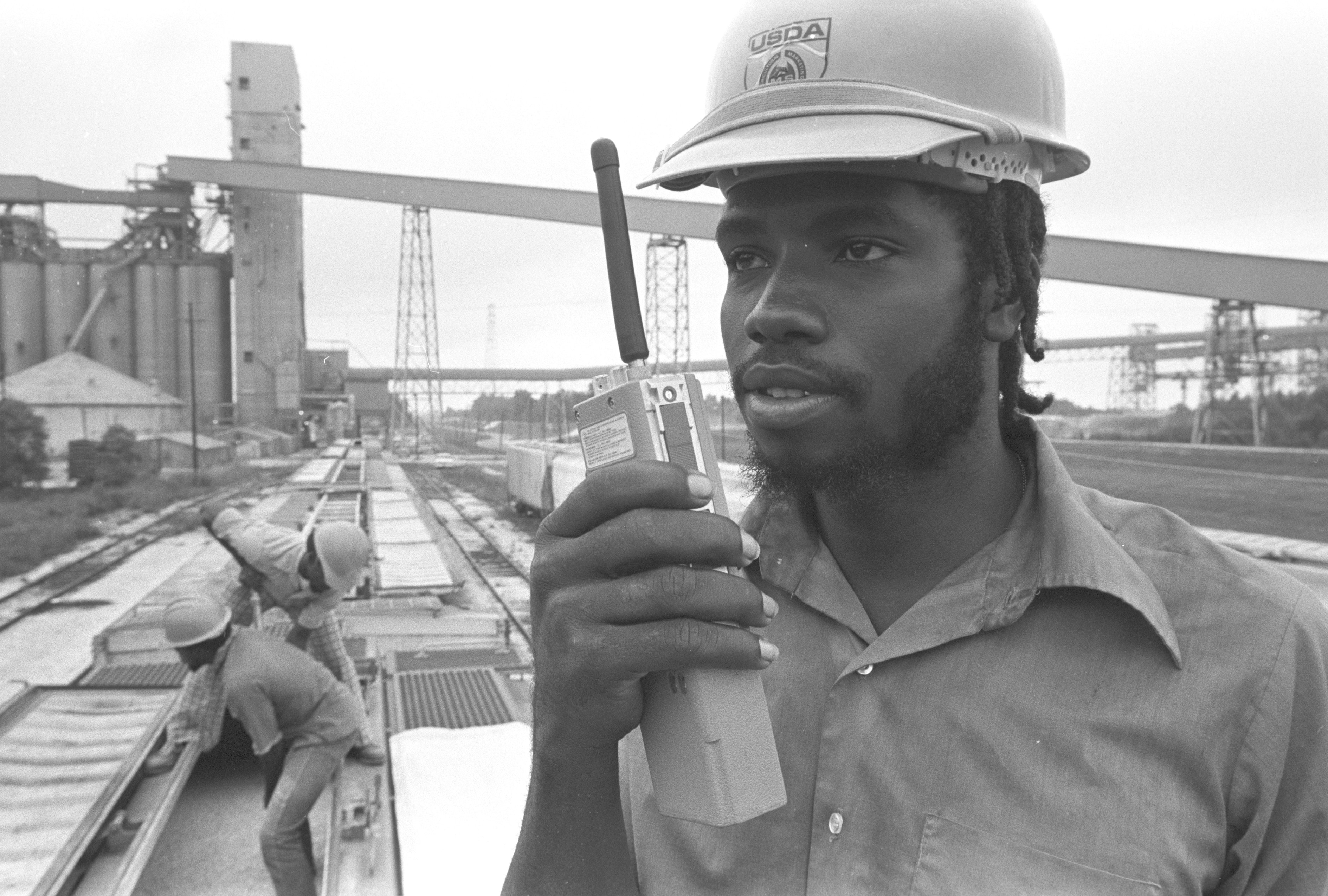
USDA grain inspector con un walkie-talkie, New Orleans, 1976.

Oltre a utilizzi terrestri, walkie-talkie sono impiegati per usi marittimi in banda VHF e in aviazione, ove l'utilizzo di sistemi fissi è impraticabile o dispendioso. Spesso questi sistemi hanno interruttori di servizio per chiamate di emergenza su canali specifici. Esistono dispositivi certificati per ambienti a rischio deflagrazione, con caratteristiche ATEX.

## Sviluppi
Alcuni telefoni cellulari offrono la funzione push to talk che permette l'utilizzo come un walkie-talkie. Walkie-talkie per usi pubblici usano una parte del sistema tipo Trunked Radio System, che alloca frequenze radio in modo automatico per utilizzare lo spettro radio in modo efficiente. Questi sistemi hanno una stazione base che funge da ripetitore e controllore, ma gli "handset" hanno la possibilità di bypassare la base.